# Pay per click
Pay per click (з англ. платити за клік) — рекламна модель, що працює в інтернеті, де рекламодавець розміщує рекламу на сайтах, і сплачує їхнім власникам за натискання користувачем на розміщений банер (текстовий або графічний) або «тіло» документа (класичний приклад — код формату clickunder). Таким чином рекламодавець купує собі клієнтів в інтернеті.
Системи контекстної реклами, які є посередниками між рекламодавцями і власниками сайтів, називаються PPC-системами.
Варто звернути увагу на те, що клік не є точним переходом на сервіс. За різними причинами перехід може не відбутися.

## CPC
CPC (англ. cost per click — ціна за клік) — це сума, яку рекламодавець платить пошуковим системам й іншим інтернет-видавцям за один клік по його рекламі, який приніс одного користувача на сайт.
Існують дві основні моделі визначення CPC (ціни за клік): flat-rate PPC («пласка ставка» PPC) і bid-based PPC («конкурентна ставка» PPC). Вартість переходу залежить від багатьох факторів, таких як пошукове слово або фраза, географічне місцезнаходження людини, що виконує пошук, час доби, в який проводиться пошук, і т. д.

### Flat-Rate PPC
Модель функціонування PPC, в якій рекламодавець і рекламне інтернет-система домовляються про певну суму за кожен клік.

### Bid-Based PPC
Ця модель дозволяє рекламодавцям розміщувати заявки на рекламне місце (зазвичай, ключові слова — keywords). Використовуючи рекламну інтернет-систему, сайти рекламодавців змагаються один з одним (свого роду аукціон). Основна мета: придбати краще рекламне місце за найнижчою ціною. Рекламодавці досягають цього, повідомляючи про максимальну суму, яку вони готові заплатити за рекламне місце.

## Вартість кліка
Фактори що впливають на ціну кліка:
- рівень конкуренції — в галузі є межа вартості отримання клієнта, тому цю максимальну вартість можна взяти за константу. Наприклад, всі конкуренти можуть платити 50 грн. за клік. Залишається впливати на вартість кліка тільки якістю оголошення і сторінки;
- показник якості рекламного оголошення — релевантність ключового слова по відношенню до оголошення, релевантність ключового слова по відношенню до посадкової сторінки;
- показник якості посадкової сторінки (релевантність посадкової сторінки по відношенню до ключового слова, поведінкові фактори: середній час, проведений на сторінці, унікальність контенту, кількість переглянутих сторінок, повторні повернення і т. д.